# Bergtita
Bergtita (Poecile gambeli) är en fågel i familjen mesar som förekommer i västra Nordamerika.

## Kännetecken

### Utseende
Bergtitan är en medelstor (13,5–15 cm) tita med svart hjässa och haklapp, vit kind och grå rygg. Den är mycket lik amerikansk talltita, men har ett diagnostiskt vitt ögonbrynsstreck. Bergtitan har även något tunnare näbb och kortare stjärt, och de gråaktiga vingarna saknar vita kanter.

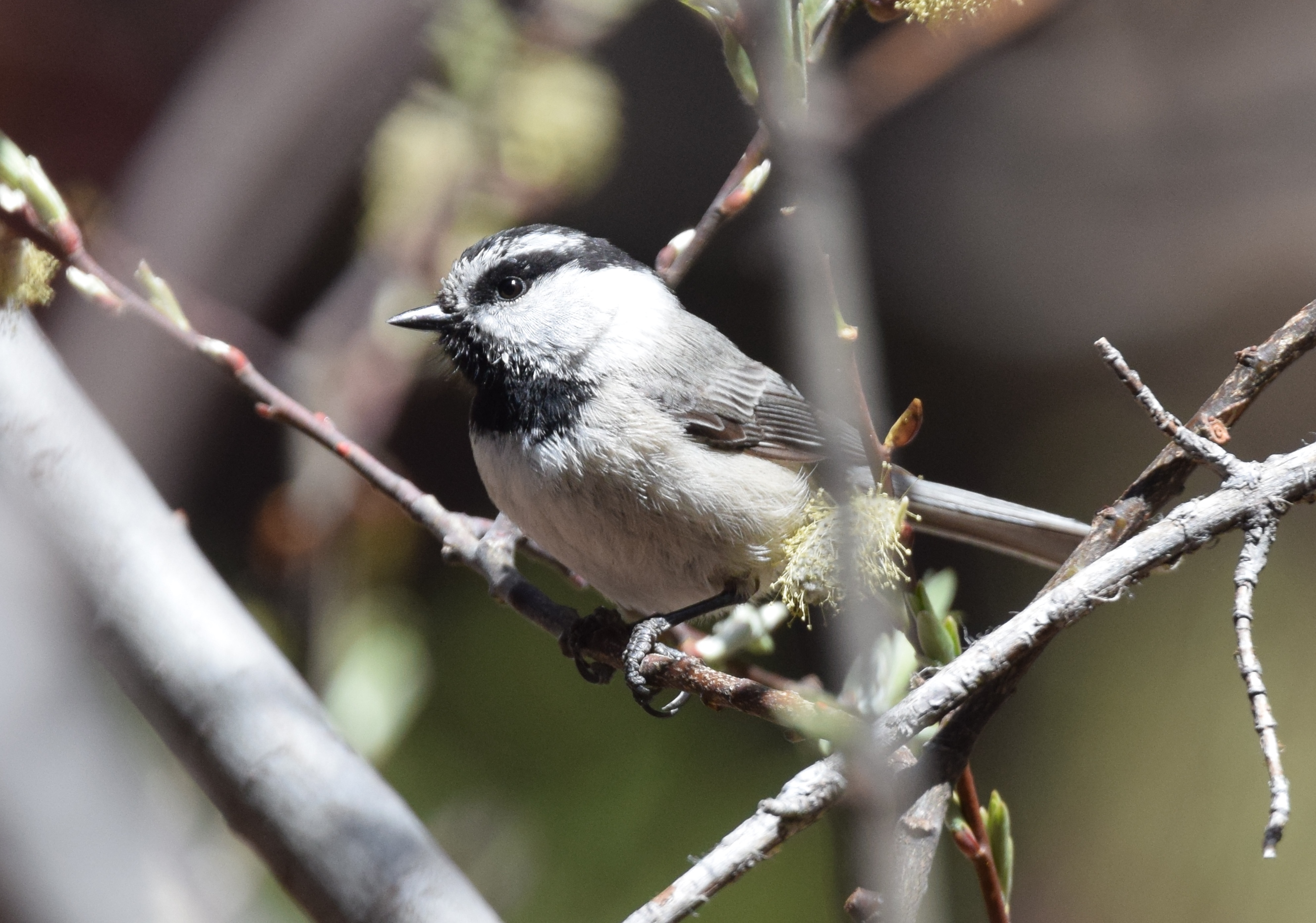

### Läten
Även sången liknar amerikanska talltitan, med höga och klara, visslande toner, dock tre till sex toner i varierande mönster i stället för två. Lätet är ett "chicka dzee dzee" likt amerikanska talltitan, men något långsammare och hårdare i tonen.

## Utbredning och systematik
Bergtita delas upp i sex underarter i två grupper. Dessa har föreslagits utgöra två olika arter.
- gambeli-gruppen
  - Poecile gambelii gambeli – Klippiga bergen (Montana till Wyoming, New Mexico och sydvästra Texas)
  - Poecile gambelii wasatchensis – barrskogar i södra Idaho och Utah
  - Poecile gambelii inyoensis – Great Basin (sydöstra Oregon, sydvästra Idaho till västra Utah och östcentrala Kalifornien
- baileyae-gruppen
  - Poecile gambelii abbreviatus – sydvästra Kanada och kustnära bergstrakter i norra Kalifornien
  - Poecile gambelii baileyae – Sierra Nevada i södra Kalifornien
  - Poecile gambelii atratus – berg i norra Baja California

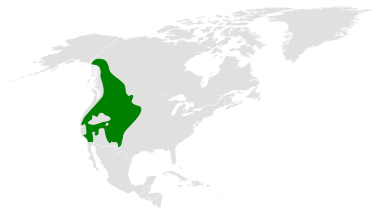
Bergtitans utbredningsområde.

Andra inkluderar både wasatchensis och inyoensis i nominatformen.
Bergtitan är systerart till amerikansk talltita (P. atricapillus).

### Släktestillhörighet
Arten placerade tidigare i det stora messläktet Parus. Data från jämförande studier av DNA och morfologi visade att en uppdelning av släktet bättre beskriver mesfåglarnas släktskap varför de flesta auktoriteter idag behandlar Poecile som ett distinkt släkte.

## Levnadssätt
Bergtitan hittas i bergsbelägna barr- och aspskogar. Liksom andra titor formar den smågrupper utanför häckningstid, ofta tillsammans med kungsfåglar, nötväckor och amerikansk trädkrypare. Födan består av insekter och deras larver. Arten häckar från april till juli och lägger vanligen endast en kull, i norra Kalifornien ibland två. Den bildar par för livet.

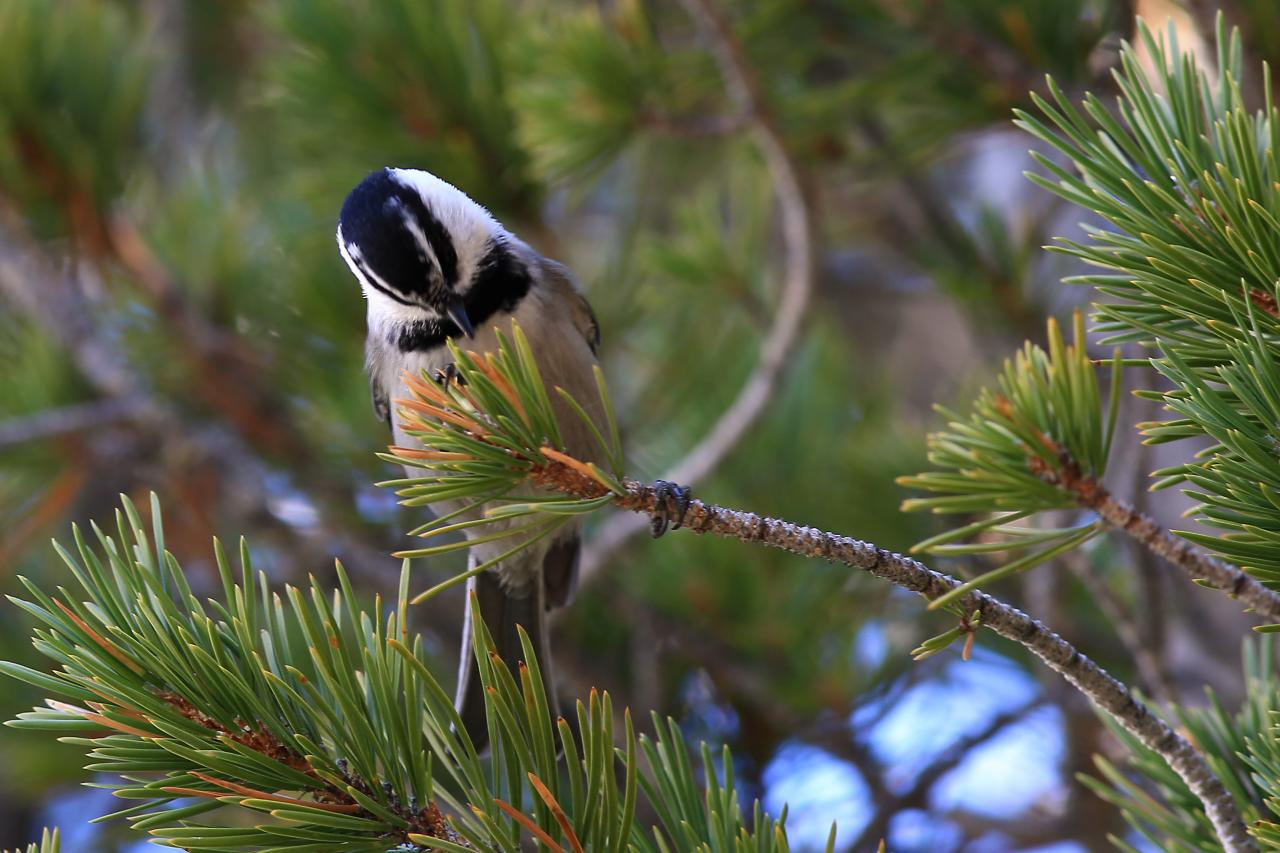
Födosökande bergtita i typisk miljö i Yosemite nationalpark.

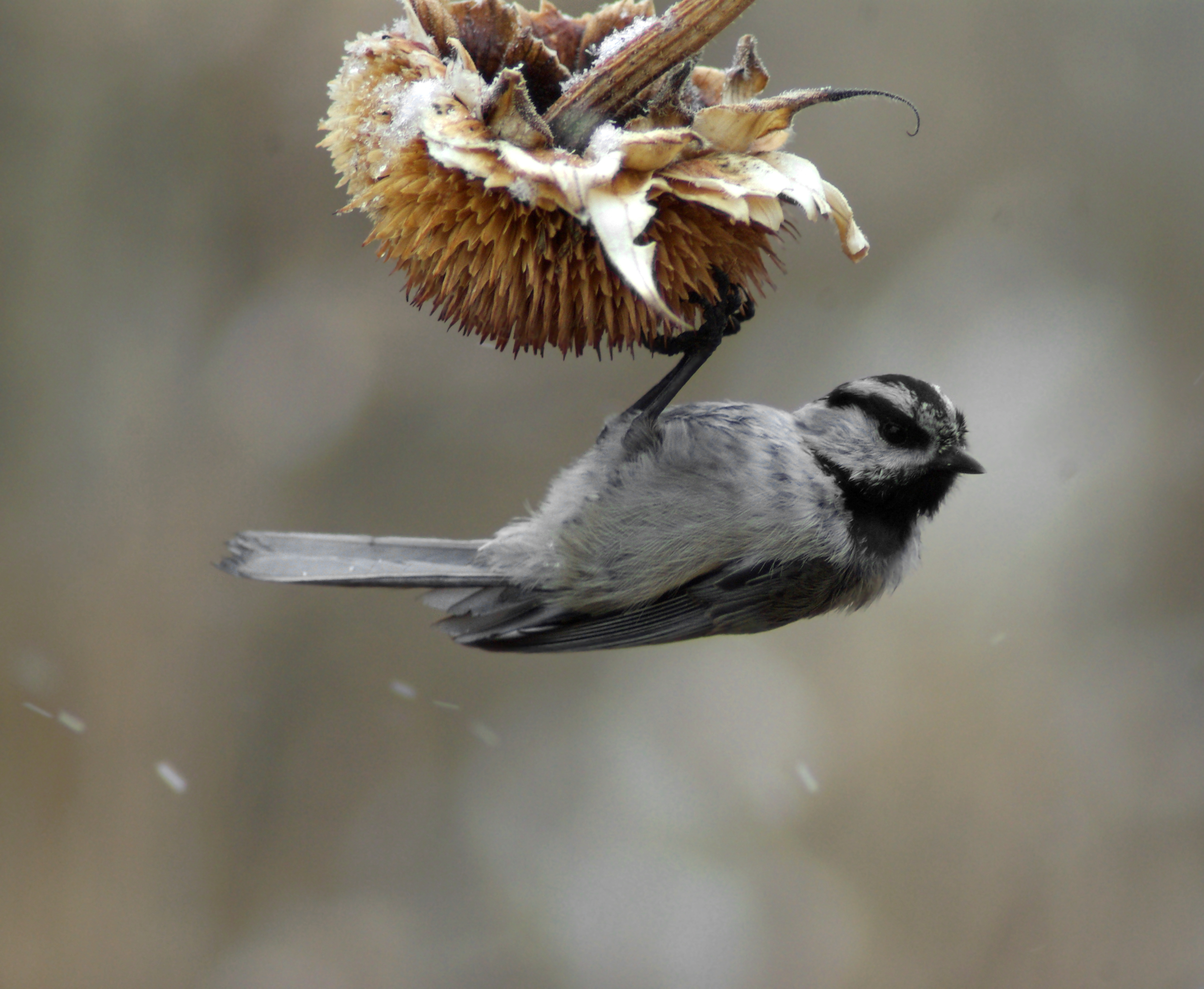
Bergtita som äter på en solros.

## Status och hot
Arten har ett stort utbredningsområde och en stor population med stabil utveckling. Utifrån dessa kriterier kategoriserar IUCN arten som livskraftig (LC).

## Namn
Fågelns vetenskapliga artnamn hedrar William Gambel, Jr. (1821-1849), amerikansk upptäcktsresande, naturforskare och samlare av specimen i Nordamerika.